# Mariana Duque
Mariana Duque Mariño (Bogotá, Colombia, 12 de agosto de 1989) es una extenista profesional colombiana. A lo largo de su carrera ha conseguido ganar un título WTA (la edición de 2010 del Torneo de Bogotá) y alcanzar el Top 100, siendo su mejor posición la 66°, obtenida el 12 de octubre de 2015.

## Carrera profesional
Como júnior, alcanzó la final de Roland Garros en su primera participación en un torneo del Grand Slam.
Aparece primeros eventos de carrera en el circuito ITF.

### 2005
Aparece primer Tour de clasificación en Bogotá, también jugó en Circuito ITF.
En los Juegos Bolivarianos 2005 Mariana duque gana Medalla de plata en individual y dobles.

### 2006
Cayó en el Tour de clasificación en Bogotá, ganó tres títulos individuales y tres títulos de dobles en el Circuito ITF.

### 2007
Con el establecimiento Jugado primer Tour principal en Bogotá, llegando a 2r (el baño), ganó tres títulos de sencillos en Circuito ITF. Subcampeona en Roland Garros Juvenil.

### 2008

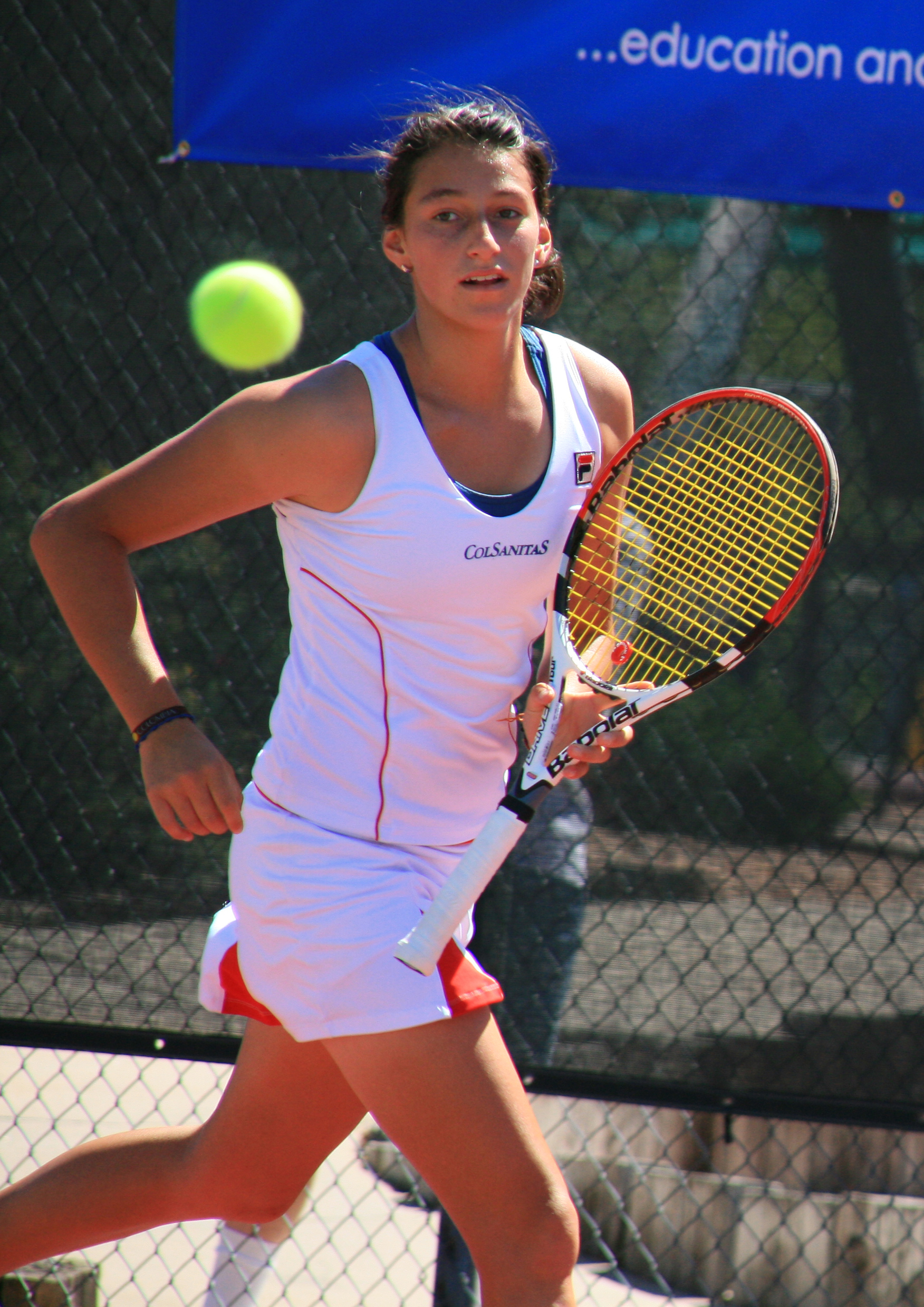
Mariana Duque en 2008.

Primeros 100 Cerca de temporada; QF en Bogotá; 2r alcanzado en dos ocasiones (incl. Abierto de Estados Unidos), cayó en el Tour de calificación en cinco ocasiones (incluyendo Roland Garros, Wimbledon), ganó dos títulos en singles y dos títulos de dobles en el Circuito ITF, hizo Top 100 de debut el 29 de septiembre (pasó de No.101 de No.99).
en US Open cae en segunda ronada ante Agnieszka Radwańska 0-6 y 6-7.

### 2009
Segunda vez alcanzado Roland Garros, 1r cayó nueve veces (incluido el Abierto de Australia).
Hiizo parte del cuadro principal del Abierto de Australia, cayendo en primera ronda frente a la española Virginia Ruano.

### 2010
Subcampeona en la Copa Bionaire disputado en Cali al perder la Final ante Polona Hercog,
con parciales 4-6, 7-5 y 2-6.
Alcanzado las semifinales de los Challenger de Plantation y Lutz, Estados Unidos
Mariana Duque se proclama campeona del WTA Bogotá al vencer a la alemana Angelique Kerber con parciales de 6-4,6-3.
En Roland Garros cae en Primera ronda 0-6, 1-6 contra Sybille Bamer.

### 2011
En los Juegos Panamericanos 2011 obtiene la medalla de bronce en Dobles con su compatriota Catalina Castaño ganándole a la pareja brasilera Teliana Pereira y Vivian Segnini 6-7, 6-4 y 10-6.

### 2012
Comienza la temporada como 192° del mundo con un buen desempeño. Se anota en la fase previa del Abierto de Australia, donde pierde en la primera fase de la misma contra la estadounidense Varvara Lepchenko (128°, 11° preclasificada). En febrero, cae en primera ronda del ITF de Cali ($100.000) como preparación para el Torneo WTA de Bogotá. En dicho torneo, logra superar las dos primeras rondas (eliminando en segunda a la española Lourdes Domínguez Lino, 72° del mundo y 7° preclasificada) pero es derrotada por la rumana Edina Gallovits-Hall en los cuartos de final. En la gira por México, no logra acceder al cuadro principal de Monterrey, más sí al de Acapulco. En este último no solo ingresa al main draw venciendo a tenistas latinoamericanas como Paula Ormaechea o su compatriota Catalina Castaño, sino que se mete en los cuartos de final derrotando en octavos a Johanna Larsson, sexta favorita del torneo y 67° del ranking. Ya en la fase de los mejores ocho, Flavia Pennetta se encarga de derrotarla por un contundente 6-0, 6-4.
Tras jugar dos torneos ITF en marzo, en abril vuelve a un torneo WTA, el Premier de Charleston. Logra superar la clasificación, pero cae en primera ronda ante Nadia Petrova. A comienzos de mayo, fracasa en su intento de ingresar al cuadro principal de Estoril y Madrid. La semana en que se disputaba el Premier de Roma, Duque Mariño se anotó en el ITF de $50.000 de Saint-Gaudens. En él, vence en la final a la francesa Claire Feuerstein y se consagra ganadora de dicha competición, ascendiendo puestos en el ranking hasta llegar al 116°, posicionándose como la mejor latinoamericana de la WTA. La siguiente semana disputa la fase previa de Roland Garros como octava preclasificada ante la italiana Camila Giorgi (146°), con quien pierde por 3-6, 4-6.
El 22 de julio de 2012 se proclamó campeona del Torneo de Bastad junto con Catalina Castaño en la modalidad de dobles.

### 2013

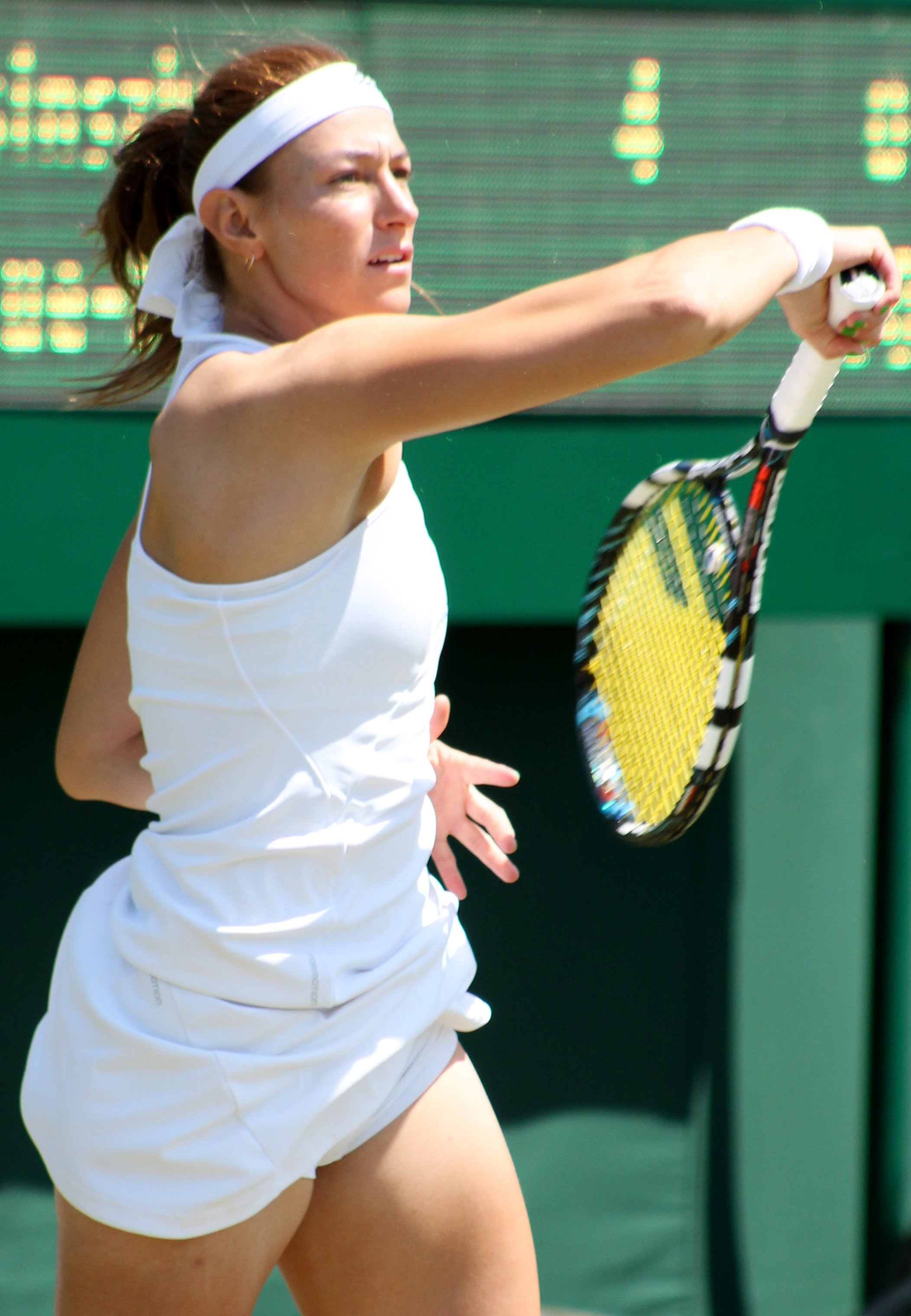
Duque Marino en 2014.

El 17 de febrero de 2013 ganó la Copa Bionaire junto con Catalina Castaño en la modalidad de dobles venciendo a la dupla de la argentina Florencia Molinero y la brasileña Teliana Pereira con parciales de 3-6, 6-1 y 10-5.

El 2 de marzo del mismo año llegaron a disputar la final del Torneo de Acapulco. El 20 de octubre ganó el Abierto de Rock Hill.

### 2015: Mejor clasificación WTA y tercera ronda de Grand Slam
Clasificaría a Wimbledon ganando en primera ronda a Naomi Broady en dos sets por 7-6 y 6-3 pero quedaría eliminada en segunda ronda por la alemana Andrea Petković con clasificación 14 en el ATP perdiendo los dos sets por 3-6 y 1-6 así igualando su mejor marca en Wimbledon 2013.
Quedaría campeona de los Juegos Panamericanos 2015 venciendo en la final a la mexicana Victoria Rodríguez por un doble 6-4 colgándose la medalla de oro para Colombia.
Duque-Mariño llega por primera vez en su carrera, a la tercera ronda de un Grand Slam, donde tuvo que vencer a la estadounidense Sofia Kenin quien fue invitada por la organización, en la segunda ronda derrota la francesa Océane Dodin, que también ganó una invitación por la organización siendo la segunda colombiana en alcanzar tercera ronda en el Abierto de los Estados Unidos después de Fabiola Zuluaga.

En la tercera ronda, se enfrentó contra la italiana y ex número 11 del mundo Roberta Vinci, donde cayó por marcador de 1-6 7-5 6-2.
Mariana Duque lograría ser la número 77.º en el mundo por medio del WTA Tour siendo su mejor clasificación en la historia.

### 2016: Segunda final WTA tras 6 años
Mariana llegaría al Torneo de Núremberg como la 98.ª del mundo, en la primera ronda derrotó a la local Carina Witthöft con parciales de 6-4, 4-6 y 6-4; luego daría de baja a la cabeza de serie 2, la alemana Laura Siegemund derrotándola 7-6(6), 3-6 y 6-1. Después de que postergaran el partido del día jueves 19 de mayo contra la N.º 69 Varvara Lepchenko, lo programarían para el viernes 20 de mayo y finalmente la derrotaría en un intenso partido de casi 3 horas con parciales de 5-7, 7-6(4) y 7-5. Horas después debería enfrentar a la N.º 42, la también alemana Annika Beck, ella sabía que era un partido muy difícil y más aún sabiendo que la europea se encontraba en su casa, mas no le importó y se terminaría llevando el partido en un primer set muy parejo por 7-5, ya para el segundo set Mariana Duque Mariño le quebró el servicio a Annika Beck en 3 ocasiones y se terminaría llevando el set por 6-1. Así de esta manera llega a su segunda final en WTA Tour y enfrentaría a la holandesa Kiki Bertens jugadora proveniente de la fase de clasificación contra quien tiene un historial de 1-1. Bertens se llevaría el título 6-2 6-2 sobre la colombiana.

### 2017
Mariana pierde en la primera ronda del Australian Open, cayendo contra Svetlana Kuznetsova. En Indian Wells y Madrid, llega a la secunda ronda. En Roland Garros, llega hasta la tercera ronda, eliminada por Veronica Cepede Royg

### 2018
Pasando por las fases de clasificación, llega a la segunda ronda de Roland Garros, ganando ante Anastasija Sevastova, 20 del mundo a ese momento

## Participaciones en Grand Slam
| Torneo                      | 2008 | 2009 | 2010 | 2011 | 2012 | 2013 | 2014 | 2015 | 2016 | 2017 | 2018 | G-P | Títulos |
| --------------------------- | ---- | ---- | ---- | ---- | ---- | ---- | ---- | ---- | ---- | ---- | ---- | --- | ------- |
| Abierto de Australia        | A    | 1R   | A    | Q1   | Q1   | Q2   | 1R   | A    | 1R   | 1R   | 1R   | 0-5 | 0       |
| Roland Garros               | A    | 2R   | 1R   | A    | Q1   | 2R   | A    | A    | 2R   | 3R   | 2R   | 6-6 | 0       |
| Wimbledon                   | A    | Q1   | 1R   | A    | Q1   | 2R   | A    | 2R   | 1R   | A    | 1R   | 2-5 | 0       |
| Abierto de Estados Unidos   | 2R   | Q3   | Q1   | A    | A    | 1R   | A    | 3R   | 1R   | A    | Q1   | 3-4 | 0       |
| ATP World Tour Masters 1000 |      |      |      |      |      |      |      |      |      |      |      |     |         |
| Indian Wells                | A    | A    | A    | A    | A    | A    | A    | A    | 1R   | 2R   | Q1   | 1-2 | 0       |
| Miami                       | A    | 1R   | A    | A    | A    | A    | A    | A    | A    | A    | Q1   | 0-1 | 0       |
| Madrid                      | A    | 1R   | A    | A    | A    | A    | 1R   | 2R   | A    | 2R   | A    | 2-4 | 0       |
| Roma                        | A    | 1R   | A    | A    | A    | 1R   | A    | A    | 2R   | A    | A    | 1-3 | 0       |
| Canadá                      | A    | A    | A    | A    | A    | A    | A    | 1R   | 1R   | 1R   | A    | 0-3 | 0       |
| Cincinnati                  | A    | A    | A    | A    | A    | A    | A    | A    | A    | A    | A    | 0-0 | 0       |

## Títulos WTA (2; 1+1)

### Individual (1)
| Leyenda: Antes de 2009     | Leyenda: A partir de 2009 |
| -------------------------- | ------------------------- |
| Grand Slam (0)             |                           |
| WTA Tour Championships (0) |                           |
| Tier I (0)                 | Premier Mandatory (0)     |
| Tier II (0)                | Premier 5 (0)             |
| Tier III (0)               | Premier (0)               |
| Tier IV & V (0)            | International (1)         |

| N.º | Fecha                 | Torneo | Superficie    | Oponente en la final | Resultado |
| --- | --------------------- | ------ | ------------- | -------------------- | --------- |
| 1.  | 21 de febrero de 2010 | Bogotá | Tierra batida | Angelique Kerber     | 6-4, 6-3  |

#### Finalista (1)
| N.º | Fecha              | Torneo    | Superficie    | Oponente en la final | Resultado |
| --- | ------------------ | --------- | ------------- | -------------------- | --------- |
| 1.  | 21 de mayo de 2016 | Núremberg | Tierra batida | Kiki Bertens         | 2-6, 2-6  |

### Dobles (1)
| Leyenda                    |
| -------------------------- |
| Grand Slam (0)             |
| Juegos Olímpicos (0)       |
| WTA Tour Championships (0) |
| Premier Mandatory (0)      |
| Premier 5 (0)              |
| Premier (0)                |
| International (1)          |

| N.º | Fecha               | Torneo | Superficie    | Pareja           | Oponentes en la final             | Resultado        |
| --- | ------------------- | ------ | ------------- | ---------------- | --------------------------------- | ---------------- |
| 1.  | 22 de julio de 2012 | Bastad | Tierra batida | Catalina Castaño | Eva Hrdinová Mervana Jugić-Salkić | 4-6, 7-5, [10-5] |

#### Finalista (3)
| N.º | Fecha               | Torneo   | Superficie    | Pareja               | Oponentes en la final              | Resultado   |
| --- | ------------------- | -------- | ------------- | -------------------- | ---------------------------------- | ----------- |
| 1.  | 2 de marzo de 2013  | Acapulco | Tierra batida | Catalina Castaño     | Lourdes Domínguez Arantxa Parra    | 4-6, 6-7(1) |
| 2.  | 4 de marzo de 2017  | Acapulco | Dura          | Verónica Cepede Royg | Darija Jurak Anastasia Rodionova   | 3-6, 2-6    |
| 3.  | 15 de abril de 2018 | Bogotá   | Tierra batida | Nadia Podoroska      | Dalila Jakupović Irina Khromacheva | 3-6, 4-6    |

## WTA 125s

### Individuales (1)
| N.º | Fecha                 | Torneo | Superficie    | Oponente en la final | Resultado     |
| --- | --------------------- | ------ | ------------- | -------------------- | ------------- |
| 1.  | 14 de febrero de 2010 | Cali   | Tierra batida | Polona Hercog        | 6-4, 5-7, 6-2 |

### Dobles (1)
| N.º | Fecha                 | Torneo | Superficie    | Pareja           | Oponentes en la final              | Resultado        |
| --- | --------------------- | ------ | ------------- | ---------------- | ---------------------------------- | ---------------- |
| 1.  | 17 de febrero de 2013 | Cali   | Tierra batida | Catalina Castaño | Florencia Molinero Teliana Pereira | 3-6, 6-1, [10-5] |